# Il dottor Antonio (romanzo)

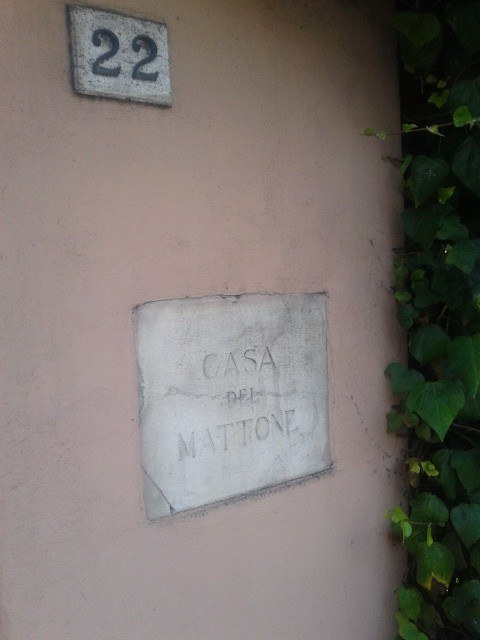
Casa del Mattone

Il dottor Antonio è il titolo di un romanzo del patriota e scrittore italiano Giovanni Ruffini.
Scritto in inglese nel 1855, era volto a suscitare le simpatie dell'Inghilterra e della Francia per le sorti dell'Italia dell'epoca risorgimentale.
Da esso sono stati tratti tre film (due al tempo del cinema muto ed uno nel 1937) ed uno sceneggiato televisivo della Rai (il primo in assoluto trasmesso dall'ente radiotelevisivo italiano di stato). Il romanzo ha ispirato anche l'opera ll dottor Antonio, composta da Franco Alfano su libretto di Mario Ghisalberti, data in prima esecuzione al Teatro dell'Opera di Roma nel 1949.

## Trama
In una bella giornata primaverile, Sir John Davenne e sua figlia Lucy stanno viaggiando verso Nizza. All'altezza della Madonna della Ruota, poco prima di Bordighera, i cavalli si imbizzarriscono e la carrozza ha un brutto incidente. La giovane Lucy ha una gamba rotta, ma fortunatamente è soccorsa dal dottor Antonio, profugo politico siciliano, che parla inglese. Il giovane dottore provvede subito a far trasportare Lucy alla locanda più vicina, la famosa "Osteria del mattone", dove rimarrà immobile per svariate settimane. Con il tempo il dottor Antonio riuscirà a farsi apprezzare anche da Sir Davenne e Lucy potrà trascorrere anche la fragile convalescenza a Bordighera.
Fra Lucy e il dottor Antonio sboccerà un sentimento mai confessato, perché contrario alle convenzioni sociali. Una volta guarita, Lucy tornerà in Inghilterra dove si sposerà con l'uomo scelto dalla famiglia. Rimasta vedova dopo pochi anni, tornerà a Bordighera in cerca del dottor Antonio e seguirà le sue tracce fino a Napoli, malgrado i moti del 1848. Il dottor Antonio sarà arrestato e imprigionato a Ischia e la fragile Lucy morirà anche a causa del dolore di non aver potuto salvare l'uomo da lei amato.
I personaggi sono molto semplici, ma la storia ricca di valori patriottici e morali, e le descrizioni di Bordighera e dei suoi dintorni ebbero un tale successo che, come disse Edmondo De Amicis, "... cercavano tutti la rifatta Osteria del Mattone, dove fu portata la dolce miss Lucy con la gamba rotta".
L'osteria del mattone non esiste più, ma in sua memoria è stata messa una lapide, sulla proprietà privata che è stata costruita nello stesso luogo, al 22 di via Madonna della ruota.